# Абелисауриди
Абелисауриди (лат. Abelisauroidea) су породица (или кладус) цератосаурских теропода. Абелисауриди су живели током периода креде на древном јужном суперконтинент Гондвана, а њихови фосили се данас могу наћи у Африци и Јужној Америци, као иу Индији и на Мадагаскар У. Абелисауриди се у фосилним налазима први пут појављују у стенама из ране креде (мада би неке кости из средње јуре могле такође припадати њима), а последњи род (Мајунгасаурус) преживео је до краја ере Мезозоика пре 65.000.000 година.
Као и већина теропода, абелисауриди су били двоножни месождери. Карактеризирали су их здепасти задњи удови и екстензивни орнаменти на лобањи, са браздама и удубљењима. Код многих су абелисаурида, попут Карнотауруса предњи удови дегенеративни, лобања је краћа, а постоје и коштане израслине изнад очију. Већина познатих родова била је између 5 и 9 м дужине, од њушке до краја репа. Пре него што су постали познатији, фрагментарни остаци абелисаурида често су се погрешно идентификовали као остаци могућих јужноамеричких тираносаурида.